# Coleonyx gypsicolus
Espèce
Synonymes
- Coleonyx switaki gypsicolus Grismer & Ottlery, 1988

Statut de conservation UICN

 LC  : Préoccupation mineure
Coleonyx gypsicolus est une espèce de geckos de la famille des Eublepharidae.

## Répartition
Cette espèce est endémique de l'île San Marcos en Basse-Californie du Sud au Mexique.

## Publication originale
- Grismer & Ottley, 1988 : A preliminary analysis of geographic variation in Coleonyx switaki (Squamata: Eublepharidae) with a description of an insular subspecies. Herpetologica, vol. 44, p. 143-154.